# Röntgen-Plakette
Die Röntgen-Plakette ist ein deutscher Wissenschaftspreis, der seit 1951 jährlich von der Stadt Remscheid verliehen wird.
Damit werden Personen geehrt, die sich „im weitesten Sinne um den Fortschritt und die Verbreitung der Röntgen zu verdankenden Entdeckung in Wissenschaft und Praxis besonders verdient gemacht haben“. Der Plakettenausschuss der Gesellschaft der Freunde und Förderer des Deutschen Röntgen-Museums in Remscheid-Lennep e. V. schlägt geeignete Kandidaten dem Oberbürgermeister der Stadt Remscheid vor, der die Ehrung durchführt.

## Preisträger
- 1951: Otto Glasser, Richard Glocker und Friedrich Janus
- 1952: Leonhard Grebe, Walther Hartmann, Robert Janker, Max von Laue, Hans Meyer, Wilhelm Rees und Hans Theodor Schreus
- 1953: Fedor Haenisch
- 1954: Max Anderlohr, Hermann Holthusen und Hugo Seemann
- 1955: William Lawrence Bragg
- 1956: Friedrich Dessauer, Walther Kossel, Heinz Lossen und Mario Ponzio
- 1957: Arthur Holly Compton
- 1958: Boris Rajewsky
- 1959: Antoine Lacassagne, Gian Giuseppe Palmieri und Hans Rudolf Schinz
- 1960: Richard Seifert
- 1961: Elis Berven und Heinrich Franke
- 1962: Gerardus Jacobus van der Plaats
- 1963: Albert Bouwers, William David Coolidge und Anton Leb
- 1965: Helmuth Kuhlenkampf
- 1966: Walter Frey und Hanns Langendorff
- 1967: Gottfried Spiegler
- 1968: Robert Prévôt
- 1969: Rolf Wideröe
- 1970: John Coltman, Robert Jaeger, Hendrik Willem Stenvers und Alessandro Vallebona
- 1972: Werner Tschechendorf für „Arbeiten auf dem Gebiet der Teleröntgentherapie“.
- 1973: Liane B. Russell und William L. Russell für „Arbeiten über die Wirkung von Röntgenstrahlen an Säugetieren“.
- 1974: Frans Willem Saris für „Arbeiten auf dem Gebiet der molekularen Röntgenspektroskopie bei Schwerionenstreuung“.
- 1975: Wilhelm Hanle für „bedeutende Arbeiten zur Physik der ionisierenden Strahlen“ und entscheidende Mitwirkung beim Wiederaufbau der Universität Gießen nach dem Krieg.
- 1976: Josef Becker für „Arbeiten zur Entwicklung und Anwendung neuer Verfahren in der Strahlentherapie“.
- 1977: Bernard George Ziedses des Plantes für „richtungsweisende Arbeiten zum Schichtaufnahmeverfahren“.
- 1978: John Francis Fowler für „grundlegende Arbeiteten auf dem Gebiet der physikalischen und biologischen Wirkungen der Strahlenwirkung“.
- 1979: Russel Henry Morgan für „besondere Beiträge zur Weiterentwicklung der Röntgendiagnostik und des Strahlenschutzes, insbesondere im Bereich der Durchleuchtungstechnik“.
- 1980: Godfrey Hounsfield „Entwickelte zusammen mit J. Ambrose vom Atkinson Morley Hospital in London die erste Apparatur zur klinischen Computertomographie des Gehirns, den sog. EMI Scanner Mark I (1971)“.
- 1981: Hermann Muth für „die Entwicklung der Dosisgrenzwerte im Strahlenschutz. Mitglied des Grundnormenausschusses Strahlenschutz der Europäischen Gemeinschaft“.
- 1982: Otto Vaupel für „grundlegende Arbeiten zur Anwendung des Röntgenverfahrens in der Werkstoffforschung und Materialprüfung“.
- 1983: Karl Musshoff für „grundlegende Arbeiten auf dem Gebiet der klinischen Strahlentherapie, insbesondere der modernen Strahlenbehandlung von Lymphdrüsenkrebs in Deutschland“ und Heinz Vieten für „grundlegende Arbeiten zur Kontrastmitteldarstellung des Herzens. Auf allen Teilgebieten der Radiologie hat Vieten wichtige Impulse geliefert. Herausgeber des Handbuchs der medizinischen Radiologie“.
- 1984: Vernon Ellis Cosslett für „die Entwicklung des Projektions-Röntgenmikroskopes und der Röntgen-Mikrosonde sowie wesentliche Arbeiten zum Verständnis charakteristischer Röntgenstrahlung“ und Max Scheer für „spektroskopische Untersuchungen zur Röntgenbremsstrahlung, zur Winkelverteilung und Polarisation der Röntgenstrahlen“.
- 1985: Albrecht M. Kellerer für „grundlegende Arbeiten zur Mikrodosimetrie und zur Strahlenepidemiologie sowie die Einführung moderner mathematischer Methoden, des Matrizenkalküls, der Stochastik, des Faltungstheorems, der Funktionaltransformation, der Monte-Carlo-Rechnung und der mathematischen Topologie in die Strahlenbiologie“ und Christian Streffer für „grundlegende Arbeiten zur molekularen Strahlenbiologie, mit besonderem Interesse an der Erforschung der biologischen Wirkungen ionisierender Strahlen, speziell an der Wirkung kleiner Dosen sowie Untersuchungen der Kombination von ionisierenden Strahlen mit chemischen Substanzen im Hinblick auf den Strahlenschutz“.
- 1986: Daniel Blanc für „bedeutende Arbeiten auf dem Gebiet der biophysikalischen Strahlenforschung“ und Andrée Dutreix für „grundlegende Arbeiten zum Aufbau der Medizinphysik in Frankreich“.
- 1987: Paul Christian Lauterbur „Entwickelte auf der Basis des von Bloch und Purcell entdeckten biophysikalischen Effektes zur Kernspinresonanz eine Methode, Schnittbilder aus dem Körperinnern zu rekonstruieren. Der Magnet-Resonanz-Tomograph hat der Medizin eine weitere Dimension der bildgebenden Diagnostik aufgeschlossen“.
- 1988: Viktor Hauk und Eckehard Macherauch für „grundlegende Arbeiten zur röntgenografischen Spannungsanalyse an technischen Erzeugnissen“.
- 1989: Gerald Edward Adams für „grundlegende Untersuchungen schneller Reaktionen auf dem Gebiet der Strahlenchemie“ und „Entwicklung von strahlensensibilisierenden Substanzen für die Tumortherapie“ und Arthur Scharmann für „grundlegende Untersuchungen zu den Elementarmechanismen der Wechselwirkung von Strahlung mit Materie. Insbesondere auch ihre Anwendung zum empfindlichen Strahlennachweis sowie ihre Anwendung in der Festkörperdosimetrie“.
- 1990: André Wambersie für „grundlegende Arbeiten zur Strahlenbiologie und Strahlentherapie maligner Tumore“ und Hans-Stephan Stender für „bedeutende Arbeiten zur Präzisierung der Röntgendiagnostik“.
- 1991: Ludwig E. Feinendegen für „bedeutende Arbeiten auf dem gesamten Gebiet de Nuklearmedizin sowie Grundlagenforschung zur klinischen Anwendung der Positron-Emissions-Tomographie (PET)“.
- 1992: Günter Schmahl für „Pionierarbeiten zur Entwicklung und Realisierung der Röntgenmikroskopie. Darunter, grundlegende Arbeiten zur Entwicklung hochauflösender Zonenplatten als Röntgenlinsen mittels Mikrostrukturforschung. Röntgenmikroskopische Experimente mit Synchrotronstrahlung und Herstellung eines Laborröntgenmikroskops“.
- 1993: Philip E. S. Palmer für „bedeutende Verdienste um die Radiologie in der Weltgesundheitsorganisation und die Mitarbeit bei der Entwicklung eines Basic-Radiology-Systems (BRS) für Entwicklungsländer“.
- 1995: Mitsuyaki Abe für „grundlegende Arbeiten auf den Gebieten der klinischen Strahlentherapie und der Hyperthermie. Große internationale Anerkennung fand seine Entwicklung der interoperativen Strahlentherapie“, Geoffrey Harding und Josef Kosanetzky für „grundlegende praktische Arbeiten zur Nutzung der rückgestreuten Röntgenstrahlen des Comptoneffektes zur Erzeugung von Schichtbildern sowie die Weiterentwicklung des Verfahrens zur industriellen Serienproduktion“ und Albert L. Baert, der „als einer der ersten Radiologen Baert die besondere Bedeutung der Computertomographie erkannte und sie frühzeitig einsetzte. Durch die Zusammenführung verschiedener europäischer Röntgengesellschaften erwarb er sich besondere Verdienste um die europäische Einigung der Radiologen. Seine besondere Unterstützung galt den osteuropäischen Ländern“.
- 1996: Karl Heinz Höhne „in Anerkennung seiner wissenschaftlichen Verdienste auf dem Gebiet der dreidimensionalen Rekonstruktion anatomomischer Befunde aus CT-MRT-Datensätzen“.
- 1997: Mortimer M. Elkind „in Anerkennung seiner wissenschaftlichen Arbeiten in der zellulären Strahlenbiologie, insbesondere auf dem Gebiet der intrazellulären Erholung und der Krebsentstehung nach Bestrahlung“.
- 1998: Joachim Trümper „in Anerkennung für seine richtungsweisenden, grundlegenden Untersuchungen über die Röntgenstrahlenquellen im Weltall“.
- 1999: Gerd Friedmann „in Würdigung seiner Verdienste um die Früherkennung von Tumoren mit der Computer-Tomographie, der Kernspin-Tomographie und der digitalen Subtraktionsangiographie“, Paul Gerhardt „in Würdigung seiner Verdienste um die wissenschaftliche Weiterentwicklung der diagnostischen Radiologie und ihrer Grundlagen und die stetige Förderung des Deutschen Röntgen-Museums“ und Heizaburou Ichikawa „in Würdigung seiner herausragenden wissenschaftlichen Arbeiten zur gastroenterologischen Radiologie, insbesondere zur Früherkennung des Magenkarzinoms“.
- 2000: Manfred Paul Hentschel „in Würdigung seiner Arbeiten zur Entwicklung Röntgen-topographischer Verfahren für die Materialforschung“.
- 2001: Herman Day Suit „in Würdigung seiner experimentellen und klinischen Forschungsarbeiten zur Verbesserung der Therapie von Tumoren insbesondere unter dem Einsatz biologischer Verfahren und moderner Strahlenqualität“.
- 2002: Ulrich Bonse „für seine Pionierleistungen zur Entwicklung der Röntgeninterferometrie und deren erfolgreiche Verwirklichung“.
- 2003: Rolf Wilhelm Günther „für seine Verdienste um die medizinische Radiologie, insbesondere die interventionelle Radiologie“.
- 2004: Johann Deisenhofer, Robert Huber und Hartmut Michel „in Würdigung ihrer herausragenden Leistungen bei der Aufklärung von Struktur und biologischer Aktivität von Membranproteinen“.
- 2005: Ohtsura Niwa „in Würdigung seiner hervorragenden strahlenbiologischen Arbeiten, insbesondere zur genomischen Instabilität und deren Vererbung“.
- 2006: Sigurd Hofmann „in Würdigung seiner bahnbrechenden Arbeiten zur Entdeckung neuer superschwerer Elemente, insbesondere des Roentgeniums“.
- 2007: Horst Sack, Rolf Sauer und Michael Wannenmacher „in Würdigung ihrer Verdienste in der Entwicklung der Radioonkologie in Deutschland“.
- 2008: Willi A. Kalender „für die Entwicklung der Spiral-Computertomographie unter besonderer Berücksichtigung der Dosisreduktion“.
- 2009: Uwe Ewert „für seine Leistungen auf dem Gebiet der industriellen digitalen Radiologie, insbesondere für die Entwicklung mobiler laminographischer und tomographischer Messverfahren und der Hochkontrastempfindlichkeitstechnik“.
- 2010: Helmut Dosch „für seine bahnbrechenden Arbeiten zur oberflächensensitiven Röntgenstreuung“.
- 2011: Andreas Bockisch „für seine Verdienste um die Einführung der Positronen-Emissions-Tomographie (PET/CT) in der klinischen Diagnostik“.
- 2012: Gerhard van Kaick für „herausragende Leistungen insbesondere auf dem Gebiet der Thorotrastforschung und der Einführung moderner bildgebender Verfahren in der onkologischen Diagnostik“.
- 2013: W. Gillies McKenna für „bahnbrechende Arbeiten auf dem Gebiet der Wirkung von Strahlung auf Krebszellen, insbesondere der onkogen aktivierten Signalübertragungswege, die eine Strahlenschutzwirkung auf Tumorzellen ausüben“.
- 2014: Ada Yonath für „die Entwicklung von Verfahren zur Kristallisation von Ribosomen, um mit Hilfe der Röntgenstrukturanalyse deren Struktur bis hinab auf die atomare Ebene aufzuklären“.
- 2015: Sunil K. Sinha für „wesentliche Beiträge zur Aufklärung der Struktur und Dynamik von ungeordneter Materie und von komplexen Materialien und Grenzflächen mittels Röntgenstrahlen“.
- 2016: Michael Baumann für „außerordentliche Leistungen in der Weiterentwicklung der Fraktionierung und der translatorischen Strahlentherapieforschung“.
- 2017: Henry N. Chapman für „Pionierarbeit auf dem Gebiet der Anwendung von Röntgenlasern zur Bestimmung der Struktur von biologischen Makromolekülen. Er entwickelte das Konzept der „Beugung vor der Zerstörung“, bei dem ein intensiver Röntgen-Freie-Elektronen-Laserpuls an einem Objekt ein Beugungsmuster erzeugt, bevor es zerstört wird. Dieses Verfahren ermöglicht die Verwendung einer um viele tausendmal höheren Strahlendosis für die hochauflösende Röntgenkristallographie.“
- 2018: Franz Pfeiffer für "„herausragende Forschungsarbeiten auf dem Gebiet der Bildgebung mit Röntgenstrahlen, insbesondere die bahnbrechende Entwicklung der Phasenkontrastbildgebung in der Computertomographie.“
- 2019: Francesco Sette für „herausragende Forschungen und Pionierleistungen auf dem Gebiet der inelastischen Röntgenstreuung und für die Entwicklung vollkommen neuer technischer Lösungen zur hochenergetischen und hochauflösenden Spektroskopie weicher Röntgenstrahlung.“
- 2020: Günther Hasinger für „außerordentliche Leistungen auf dem Gebiet der Röntgenastronomie und der Erforschung der Entstehung und Entwicklung weit entfernter Galaxien sowie die Rolle von Schwarzen Löchern als Galaxienkern.“
- 2021: Wolfgang Schlegel „in Würdigung seiner herausragenden Leistungen zur Entwicklung der intensitätsmodulierten konformalen Strahlentherapie.“
- 2022: Beatriz Roldán Cuenya „in Würdigung ihrer bahnbrechenden Arbeiten zum Verständnis der Katalyse, insbesondere der Elektrokatalyse, und der damit verbundenen Möglichkeiten für die Nutzung neuer nachhaltiger Energiequellen der Zukunft.“
- 2023: Patrick Cramer „für seine bahnbrechenden Forschungen zur Entschlüsselung des Gentranskriptions-Mechanismus unter Verwendung von Röntgenmethoden.“
- 2024: Robert K. Feidenhans’l „in Würdigung für die Entwicklung von Röntgentechniken zur atomaren Analyse von Oberflächen und von bildgebenden Röntgenmethoden zur dreidimensionalen Charakterisierung der Mikrostruktur von Materialien.“